# Mniodesmus crossotus
Mniodesmus crossotus är en mångfotingart som beskrevs av Cook 1896. Mniodesmus crossotus ingår i släktet Mniodesmus och familjen Platyrhacidae. Inga underarter finns listade i Catalogue of Life.